# Acontius lawrencei
Acontius lawrencei is een spinnensoort uit de familie Cyrtaucheniidae. De soort komt voor in Congo.